# (8432) Tamakasuga
(8432) Tamakasuga (1997 YD18) – planetoida z pasa głównego asteroid okrążająca Słońce w ciągu 5,65 lat w średniej odległości 3,17 au. Odkryta 27 grudnia 1997 roku.